# عبدالرحمن عارف
عبدالرحمن عارف (۱۴ آوریل ۱۹۱۶ – ۲۴ اوت ۲۰۰۷) از سال ۱۹۶۶ تا ۱۹۶۸ رئیس‌جمهور عراق بود و پس از آن در کودتای بدون خونریزی حزب بعث عراق؛ به رهبری حسن البکر و صدام حسین برکنار شد.
در سال ۱۹۶۳ هنگامی که عبدالسلام عارف، برادر کوچکتر عبدالرحمن (متولد ۱۹۲۱)، به عنوان رئیس جمهوری عراق به قدرت رسید، عبدالرحمن به فرماندهی ستاد مشترک نیروهای مسلح منصوب شد.
طی یک توطئه بمبگذاری در هلیکوپتر که ظاهراً به دست بعثی‌ها انجام گرفته بود، مارشال عبدالسلام محمد عارف در قرنه نزدیک بصره در بامداد ۱۶ آوریل ۱۹۶۶ به قتل رسید و برادر او ژنرال عبدالرحمن محمد عارف که به مسکو برای خرید اسلحه رفته بود خود را به بغداد رسانید و در انتخابات به ریاست جمهوری رسید. ژنرال عبدالرحمن محمد عارف بیش از دو سال حکومت نکرد. در زمان حکومت او سروان منیر الرئوف خلبان عراقی هواپیمای میگ ۲۱ روسی را به اسرائیل برد و بعثی‌ها در اعلامیه‌های خود این اتهام را به عبدالرحمن محمد عارف زدند که این خلبان جاسوس سازمان سیا بوده و با خاندان عارف رفت‌وآمد خانوادگی داشته‌است؛ بنابراین عبدالرحمن عارف نیز عضو سازمان سیا است. در صورتی که بعد از کودتای بعثی هشتم فوریه ۱۹۶۳ در مطبوعات جهان فاش شد کودتای بعثی که منجر به قتل ژنرال عبدالکریم قاسم شد با همدستی سازمان سیا انجام شده‌است. عبدالرحمن عارف نیز ضد اسرائیل در موجودیت عربی بود و در جنگ شش روزه ۱۹۶۷ اعراب علیه اسرائیل نقش فعال داشت و نیروی هوایی عراق حتی تل آویو و حیفا را بمباران کرد.
در ۱۷ ژوئیه ۱۹۶۸ کودتای نظامی بر ضد حکومت عبدالرحمن محمدعارف صورت گرفت. بعثی‌ها با دادن وعده‌های زیاد به سرهنگ عبدالرزاق النایف رئیس ضداطلاعات ارتش و ژنرال ابراهیم الداود رئیس گارد عبدالرحمن عارف را وادار به کودتا کرده و عارف را روانه مراکش کردند و عبدالرزاق النایف نخست وزیر شد و احمد حسن البکر به ریاست جمهوری رسید ولی مغز متفکر کودتا، صدام حسین بود که با کمک سرتیپ خلبان حردان عبدالغفار التکریتی، حکومت عبدالرحمن عارف را ساقط کرد.
چون سرهنگ نایف و ژنرال داود بعثی نبودند، در ۳۰ ژوئیه ۱۹۶۸ یعنی ۱۶ روز بعد از کودتای ۱۷ ژوئیه، کودتای سرنوشت ساز بعثی برای بعثی‌ها توسط صدام انجام گرفت و او را به لندن تبعید کرد و ژنرال احمد حسن البکر پست نخست وزیری و ریاست جمهوری را به دست گرفت و صدام حسین به عنوان معاون دبیر کل حزب بعث به معاونت احمد حسن البکر منصوب شد. در جریان این کودتا ژنرال رشید مصلح تکریتی که به هواداری از مارشال عارف، گارد حزب بعث را خلع سلاح کرده بود به زندان انداخت و بعداً اعدام کرد. ژنرال حردان تکریتی به وزارت دفاع و ژنرال صالح مهدی عماش به وزارت کشور رسیدند.
عبدالرحمن عارف پس از کودتا به لندن برای تبعید رفت تا اینکه در سال‌های پایانی دهه ۸۰ صدام به وی اجازه داد به بغداد بازگردد. عارف پس از حمله آمریکا به عراق در سال ۲۰۰۳ به اردن رفت.
عارف پس از حمله نیروهای ائتلاف در سال ۲۰۰۳ در مصاحبه‌ای گفت: «امیدوارم ثبات و امنیت در همه عراق و کشورهای همسایه عرب برقرارشود… امیدوارم با فراموش کردن گذشته و نگاه به آینده وحدت ملی در عراق برقرار شود».